# 나카무라 슌 (1994년)
나카무라 슌(일본어: 中村 駿, 1994년 2월 24일 ~ )는 일본의 축구 선수이다.

## 구단 경력
그는 2016년부터 J리그의 더스파구사쓰 군마, 몬테디오 야마가타, 쇼난 벨마레, 아비스파 후쿠오카에서 뛰었다.